# ザクセン＝ヴァイマル

ザクセン＝ヴァイマル公国
Herzogtum Sachsen-Weimar

ザクセン＝ヴァイマル（ドイツ語: Sachsen-Weimar）は、現テューリンゲン州にあたる地域にあった、エルネスティン系ヴェッティン家が統治した公国。首都はヴァイマル。ザクセン＝ヴァイマル家は、エルネスティン系ヴェッティン家の血統のうちの長子筋である。

## 歴史

### ライプツィヒの分割
15世紀末、ヴァイマル近くを含む現テューリンゲン州にあたる地域の大半はヴェッティン家のザクセン選帝侯の領地であった。1485年のライプツィヒ条約により、ヴェッティン家領はザクセン選帝侯エルンストとその弟ザクセン公アルブレヒト3世の間で分割され、エルンストは選帝侯位とテューリンゲン西部の領地を獲得した。

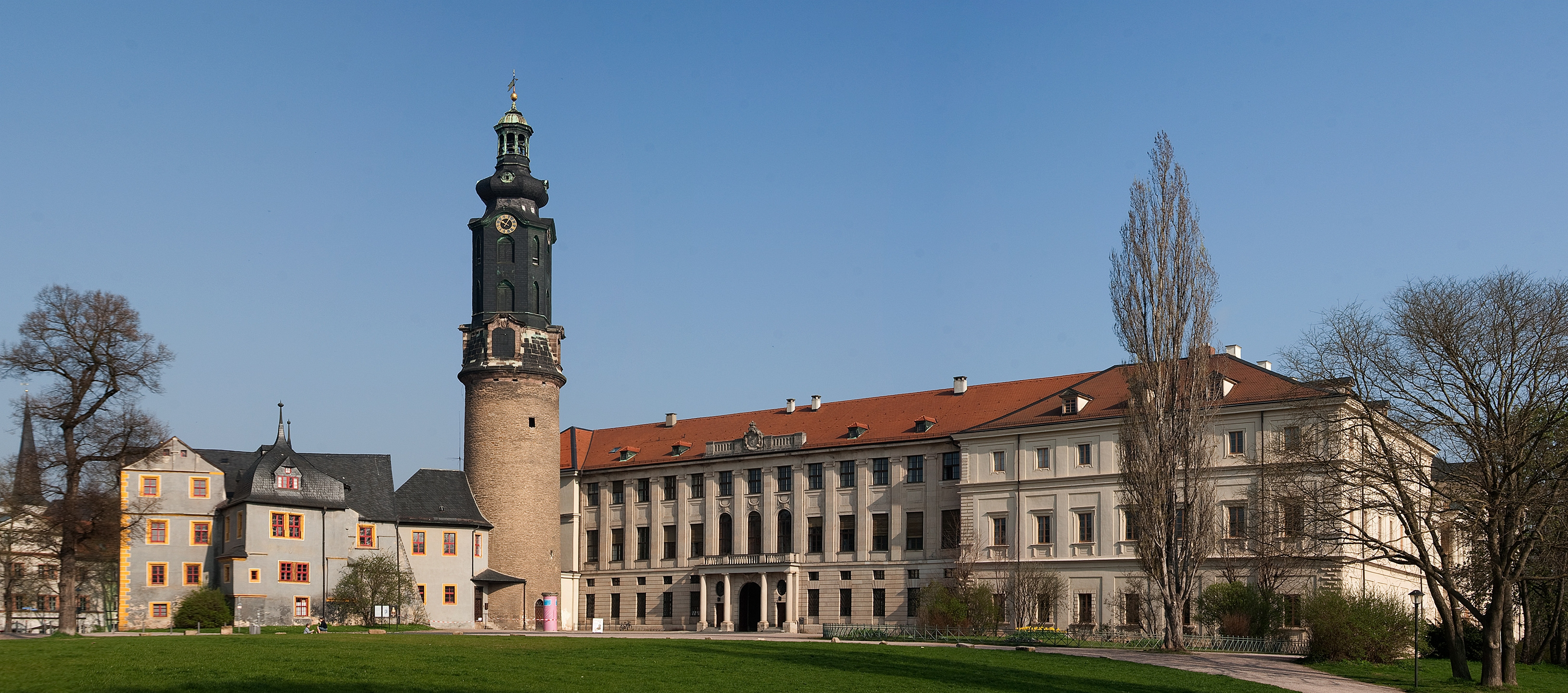
ザクセン＝ヴァイマル公が住むヴァイマル城、2009年撮影。

エルンストの孫であるザクセン選帝侯ヨハン・フリードリヒはルター派のシュマルカルデン同盟の反乱に加担した結果、ハプスブルク家の皇帝カール5世に敗れて捕縛され、法益剥奪された。彼は1547年のヴィッテンベルクの降伏で選帝侯位を放棄したが、1552年のパッサウの和約でテューリンゲンの領地を保持できた。1554年にヨハン・フリードリヒが死去すると、息子のヨハン・フリードリヒ2世が「ザクセン公」として後を継いだ。彼はゴータに居を構え、選帝侯位を奪回しようとしたが、盗賊のヴィルヘルム・フォン・グルンバッハ男爵に焚きつけられて1566年に起こした反乱では皇帝マクシミリアン2世によって法益剥奪され、死去まで投獄された。

### エアフルトの分割
ヨハン・フリードリヒ2世の後をヴァイマルにいた弟のヨハン・ヴィルヘルムが継いだが、彼はフランス王シャルル9世と同盟して皇帝の不興を買った。1572年、マクシミリアン2世はエアフルトの分割を実施、エルネスティン家領をヨハン・ヴィルヘルムといまだに囚われていたヨハン・フリードリヒ2世の2人の息子の間で分割した。ヨハン・ヴィルヘルムはザクセン＝ヴァイマル公位を保持、ヨハン・フリードリヒ2世の息子たちはそれぞれ南部のコーブルク周辺と西部のアイゼナハ周辺を獲得した。
この分割はエルネスティン家領で行われた数多くの分割のうち、最初のものである。その後の3世紀間、エルネスティン家諸公に息子が2人以上いるときは領地がさらに細かく分割され、直系の継承者がいないときは再統合されるが、全ての領地はエルネスティン家が保持した。その結果、ザクセン＝ヴァイマルは拡大と収縮を繰り返し、テューリンゲン諸公国は多くの飛び地を領有した。これは政治力が欠如する結果になり、諸公は代わりに居城の華麗さや文化への貢献を追求した。
領土喪失に苦しんだヨハン・ヴィルヘルムは翌1573年に死去、息子のフリードリヒ・ヴィルヘルム1世が公位を継承した。フリードリヒ・ヴィルヘルム1世が1602年に死去すると、ザクセン＝ヴァイマルは弟のヨハン2世と幼少の息子ヨハン・フィリップの間で分割され、ヨハン・フィリップはザクセン＝アルテンブルクを獲得した。ヨハン2世の息子ヨハン・エルンスト1世は1617年に母のドロテア・マリア・フォン・アンハルトを埋葬するとき、実りを結ぶ会という国語協会を設立した。

### 三十年戦争
三十年戦争が勃発すると、ヨハン・エルンスト1世はプロテスタントのボヘミア王である「冬王」フリードリヒ5世を支持したが、フリードリヒは1620年の白山の戦いで敗北した。ヨハン・エルンスト1世は皇帝フェルディナント2世に公位を剥奪され、以降1626年にエルンスト・フォン・マンスフェルトのハンガリー戦役で死亡するまでカトリックのハプスブルク家に精力的に対抗し続けた。
ヨハン・エルンスト1世の弟ヴィルヘルムは1620年以降摂政を務めており、1626年にヨハン・エルンスト1世が死去すると公位を継承した。彼は最初はプロテスタント側を支持したが、スウェーデン王グスタフ2世アドルフが戦死すると、リシュリュー枢機卿治下のフランス王国に雇われた弟ベルンハルト・フォン・ザクセン＝ヴァイマルの反対を押し切り、アルベルティン家が皇帝と交渉した1635年のプラハの和約に同意した。三十年戦争の間、ザクセン＝ヴァイマルの領地は多くのドイツ諸侯領と同じく、戦乱と疫病で荒廃した。
1638年、ザクセン＝アイゼナハとザクセン＝コーブルクがヨハン・エルンストの死で断絶すると、ヴィルヘルムはその遺領の多くを継承した。しかし1640年には弟のエルンスト1世とアルブレヒト4世に領地を分与せざるをえず、ザクセン＝ゴータとザクセン＝アイゼナハを再設立した（ただしザクセン＝アイゼナハはアルブレヒト4世が1644年に死去して再び解体された）。
1672年にザクセン＝アルテンブルク公フリードリヒ・ヴィルヘルム3世が後継者のないまま死去したことで、領土再編が再度行われた。ザクセン＝ヴァイマル公ヨハン・エルンスト2世はその遺領の一部を継承したが、すぐに領土を弟のヨハン・ゲオルク1世とベルンハルト2世に分与、ザクセン＝アイゼナハとザクセン＝イェーナを設立した。このうち、ザクセン＝イェーナはベルンハルト2世の息子ヨハン・ヴィルヘルムが1690年に死去するとザクセン＝ヴァイマルに統合された。

### 18世紀

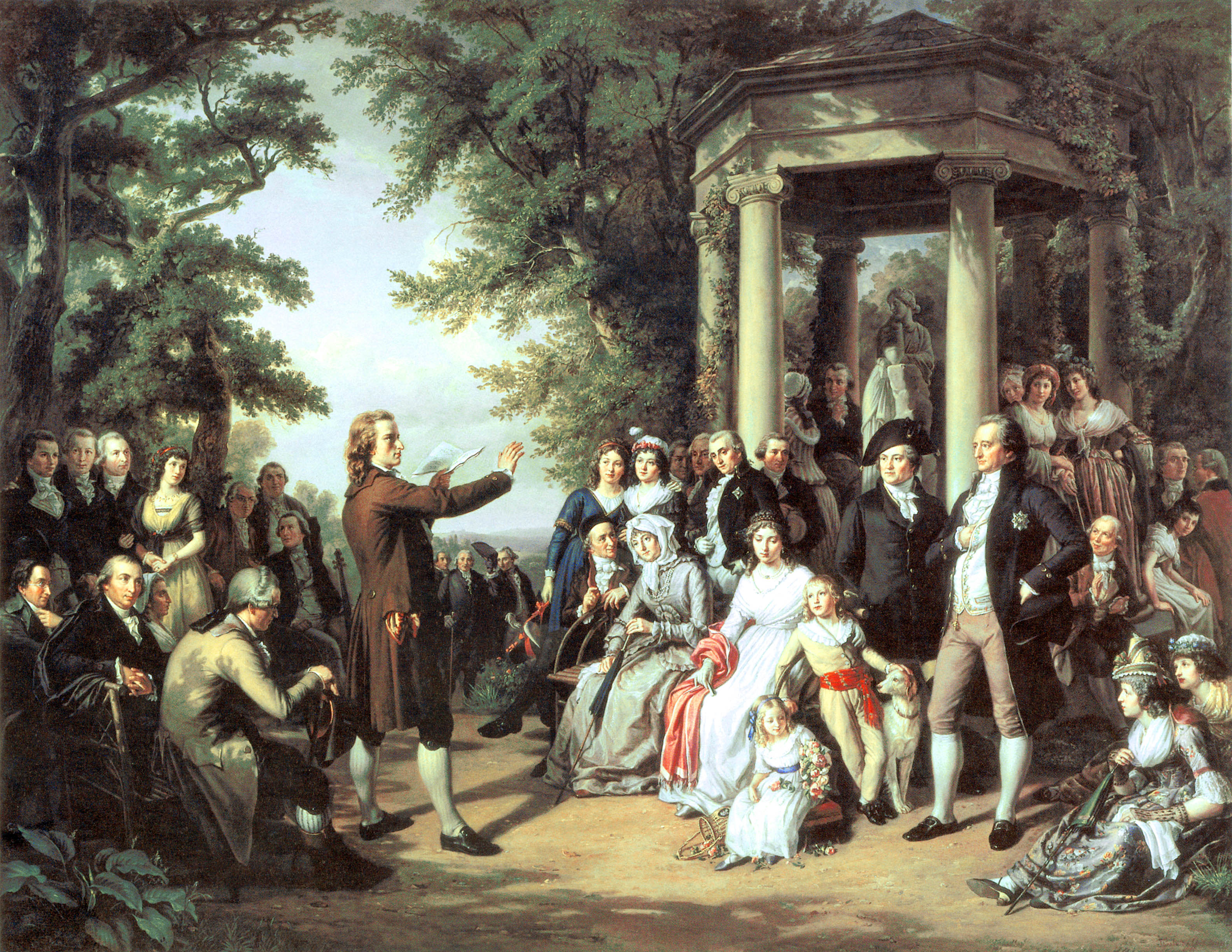
ヴァイマルの詩人宮廷、テオバルト・フォン・エル作、1860年。フリードリヒ・フォン・シラーがシュロス・ティーフルトで詩を読み、クリストフ・マルティン・ヴィーラント、ヨハン・ゴットフリート・ヘルダー、ヨハン・ヴォルフガング・フォン・ゲーテが聞いている。

ザクセン＝アイゼナハ公ヴィルヘルム・ハインリヒが1741年に死去すると、ザクセン＝ヴァイマル公エルンスト・アウグスト1世がザクセン＝アイゼナハを相続した。以降2国は同君連合を組み、エルンスト・アウグスト1世は長子相続制を採用した。

## ザクセン＝ヴァイマル公の一覧
- ヨハン・ヴィルヘルム（在位：1554年 - 1573年）
- フリードリヒ・ヴィルヘルム（在位：1573年 - 1602年）、ヨハン・ヴィルヘルムの息子
  - ヨハン2世（在位：1602年 - 1605年）、フリードリヒ・ヴィルヘルムの弟
- ヨハン・エルンスト1世（在位：1605年 - 1620年）、ヨハン2世の息子
  - ヴィルヘルム（在位：1620年 - 1662年）、ヨハン・エルンスト1世の弟
- ヨハン・エルンスト2世（在位：1662年 - 1683年）、ヴィルヘルムの息子
- ヴィルヘルム・エルンスト（在位：1683年 - 1728年）、ヨハン・エルンスト2世の息子
- ヨハン・エルンスト3世（在位：1683年 - 1707年）、ヨハン・エルンスト2世の息子、ヴィルヘルム・エルンストと共同統治
- エルンスト・アウグスト1世（在位：1707年 - 1748年）、ヨハン・エルンスト3世の息子、1728年までヴィルヘルム・エルンストと共同統治
- エルンスト・アウグスト2世（在位：1748年 - 1758年）、エルンスト・アウグスト1世の息子
- カール・アウグスト（在位：1758年 - 1809年）、エルンスト・アウグスト2世の息子

1809年、ザクセン＝アイゼナハと合同してザクセン＝ヴァイマル＝アイゼナハ大公国に統一。